# Liste der Orte im Landkreis Konstanz

Karte des Landkreises Konstanz

Die Liste der Orte im Landkreis Konstanz listet die geographisch getrennten Orte (Ortsteile, Stadtteile, Dörfer, Weiler (badisch Zinken), Höfe, (Einzel-)Häuser und Wohnplätze) im Landkreis Konstanz in Baden-Württemberg auf.

## Systematische Liste

### Aach
Aach mit der Stadt Aach (⊙)

### Allensbach
Allensbach mit den Gemeindeteilen Allensbach, Hegne, Kaltbrunn und Langenrain
- Zu Allensbach das Dorf Allensbach (⊙)

- Zu Hegne das Dorf Hegne (⊙), Schloss Hegne (⊙) sowie die Wohnplätze Adelheiden (⊙), Bahnstation Hegne (⊙) und Wochenendhaus am See

- Zu Kaltbrunn das Dorf Kaltbrunn (⊙), die Höfe Gemeinmerk (⊙), Dürrainhöfe (⊙) und Waldburgahöfe (⊙) sowie der Wohnplatz Fischerhaus (⊙)

- Zu Langenrain die Dörfer Langenrain (⊙) und Freudental (⊙) sowie die Höfe Höfen (⊙), Kargegg (⊙) und Stöckenhof (⊙)

### Bodman-Ludwigshafen
Bodman-Ludwigshafen mit den Gemeindeteilen Bodman und Ludwigshafen am Bodensee
- Zu Bodman das Dorf Bodman (⊙), der Weiler Sommerhalde, die Höfe Bodenwald (⊙), Mooshof (⊙) und Rehmhof (⊙) sowie die Wohnplätze Frauenberg (⊙) und Späth

- Zu Ludwigshafen am Bodensee das Dorf Ludwigshafen am Bodensee (⊙), die Höfe Blumhof (⊙), Bühlhof (⊙), Ober-Laubegg (⊙), Unter-Laubegg (⊙) und Weierhof (⊙), Haus und Gehöft Regentsweiler (⊙) sowie der Wohnplatz Laubegg-Forsthaus (⊙)

### Büsingen am Hochrhein
Büsingen am Hochrhein mit dem Dorf Büsingen am Hochrhein (⊙) und Ortsteil Stemmer (⊙) und Waldheim (⊙)

### Eigeltingen
Eigeltingen mit den Gemeindeteilen Eigeltingen, Heudorf im Hegau, Honstetten, Münchhof, Reute im Hegau und Rorgenwies
- Zu Eigeltingen das Dorf Eigeltingen (⊙) und die Höfe Dauenberg (⊙), Lochmühle (⊙), Mittel Dornsberg (⊙), Ober Dornsberg (⊙) und Unter (Vorder) Dornsberg (⊙)

- Zu Heudorf im Hegau das Dorf Heudorf im Hegau (⊙), die Höfe Gereuthof (⊙), Im Bohl (⊙) und Krätlermühlhöfe (vormals Dreihöfe) (⊙) sowie die Wohnplätze An den Halden (⊙) und Ziegelhütte (⊙)

- Zu Honstetten die Dörfer Honstetten (⊙) und Eckartsbrunn (⊙), der Weiler Glashüttenhöfe (⊙) und die Höfe Hägelehof (⊙) und Wasserburgerhof (⊙)

- Zu Münchhof die Dörfer Münchhof (⊙) und Homberg (⊙) und die Höfe Brielholz (⊙), Dürrenbühl, Hirschlanden (⊙), Minkenmühle (⊙), Schweingruben (Vordere und Hintere) (⊙), Stählemühle (⊙) und Unterer Kästle

- Zu Reute im Hegau das Dorf Reute im Hegau (⊙)

- Zu Rorgenwies das Dorf Rorgenwies (⊙), die Weiler Glashütte (⊙), Guggenhausen (⊙) und Öhle (⊙), die Höfe Geistermühle (⊙), Hochbuchhof (⊙) und Tälehof (⊙) sowie die Wohnplätze Gumpenhof und Kappellösch

### Engen
Engen mit den Stadtteilen Anselfingen, Bargen, Biesendorf, Bittelbrunn, Engen, Neuhausen, Stetten, Welschingen und Zimmerholz
- Zu Anselfingen das Dorf Anselfingen (⊙), die Höfe Aspenhof (⊙), Haldenhof (Kesselhalde) (⊙), Siedlungen Hauserhof I und II (⊙), III und IV (⊙), Hewenhof (⊙), Talmühle und Wolfsgrube sowie der Wohnplatz Hugenberg

- Zu Bargen das Dorf Bargen (⊙) sowie die Höfe Schopflocherhof (⊙) und Spitzenhof (⊙)

- Zu Biesendorf das Dorf Biesendorf (⊙), der Wohnplatz Ziegelwerk und der Ort Kriegertal (⊙)

- Zu Bittelbrunn das Dorf Bittelbrunn (⊙) sowie die Höfe Hangerhof (⊙), In der Grub und Weberhof (Strassacker-Unterhangershof) (⊙)

- Zu Engen die Stadt Engen (⊙), das Gehöft Hühnerbrunnerhof (⊙) und der Wohnplatz Bahnstation Talmühle (⊙)

- Zu Neuhausen das Dorf Neuhausen (⊙), das Gehöft Längenrieder Hof (⊙) sowie die Wohnplätze Kalkwerk Hegau (⊙) und Bahnstation Welschingen-Neuhausen (⊙)

- Zu Stetten das Dorf Stetten (⊙) und das Gehöft Mühle (⊙)

- Zu Welschingen das Dorf Welschingen (⊙) sowie die Höfe Bleiche, Denklehof (⊙), Gefällhof (⊙), Rotenbühlerhof (⊙) und Talhof (⊙)

- Zu Zimmerholz das Dorf Zimmerholz (⊙) sowie die Höfe Eichenweghof, Neubrunnerhof und Schanzengrundhof

### Gaienhofen
Gaienhofen mit den Gemeindeteilen Gaienhofen, Gundholzen, Hemmenhofen und Horn
- Zu Gaienhofen das Dorf Gaienhofen (⊙) und das Gehöft Honisheim (⊙)

- Zu Gundholzen das Dorf Gundholzen (⊙) und der Wohnplatz Im Mettental (⊙)

- Zu Hemmenhofen das Dorf Hemmenhofen (⊙)

- Zu Horn das Dorf Horn (⊙), der Weiler Hornstaad (⊙) und das Gehöft Balesheim (⊙)

### Gailingen am Hochrhein
Gailingen am Hochrhein mit dem Dorf Gailingen (⊙), dem Weiler Obergailingen (⊙) und den Wohnplätzen Lochmühle (⊙), Rheinburg und Rheinhalde (⊙) und Strandweg (⊙)

### Gottmadingen
Gottmadingen mit den Gemeindeteilen Bietingen, Ebringen, Gottmadingen und Randegg
- Zu Bietingen das Dorf Bietingen (⊙)

- Zu Ebringen das Dorf Ebringen (⊙)

- Zu Gottmadingen das Dorf Gottmadingen (⊙)

- Zu Randegg das Dorf Randegg (⊙), der Weiler Murbach (⊙), das Gehöft Kaltenbach (⊙) sowie die Wohnplätze Im krummen Risi (Petersburg) (⊙) und Untere Buchwies

### Hilzingen
Hilzingen mit den Gemeindeteilen Binningen, Duchtlingen, Hilzingen, Riedheim, Schlatt am Randen und Weiterdingen
- Zu Binningen das Dorf Binningen (⊙), der Weiler Hofwiesen (⊙), die Höfe Sennhof (⊙) und Stoffelhof (⊙) sowie die Wohnplätze Hohenstoffeln (Basaltwerk) und Storzeln (⊙)

- Zu Duchtlingen das Dorf Duchtlingen (⊙) sowie die Höfe Altkrähenhof (⊙) und Hofgut Hohenkrähen (⊙)

- Zu Hilzingen das Dorf Hilzingen (⊙), der Weiler Dietlishof (⊙), der Gemeindeteil Twielfeld (⊙) sowie die Höfe Katzentalerhof (⊙), Paradieshof (⊙) und Riederhof (⊙)

- Zu Riedheim das Dorf Riedheim (⊙)

- Zu Schlatt am Randen das Dorf Schlatt am Randen (⊙)

- Zu Weiterdingen das Dorf Weiterdingen (⊙), der Weiler Seeweiler (⊙), die Höfe Hombollhof (⊙), Lochmühle (⊙) und Pfaffwiesen (⊙) sowie der Wohnplatz Heiliggrab

### Hohenfels
Hohenfels mit den Gemeindeteilen Deutwang, Kalkofen, Liggersdorf, Mindersdorf und Selgetsweiler
- Zu Deutwang das Dorf Deutwang (⊙) sowie die Höfe Hahnenmühle (⊙), Hippenhof (⊙) und Steighöfe (⊙)

- Zu Kalkofen das Dorf Kalkofen (⊙) sowie die Höfe Hagendorf, Hohenfels (⊙), Knollenkratten (⊙), Loghöfe (⊙), Neumühle (⊙), Rappenhof (⊙), Schernegg, Vogelsang (⊙) und Weiherhöfe (⊙)

- Zu Liggersdorf das Dorf Liggersdorf (⊙) sowie die Höfe Gründe, Reisch (⊙) und Sattelöse (⊙)

- Zu Mindersdorf das Dorf Mindersdorf (⊙) sowie die Höfe Eckartsmühle (⊙) und Ratzenweiler (⊙)

- Zu Selgetsweiler das Dorf Selgetsweiler (⊙) und das Gehöft Geyerhof (⊙)

### Konstanz
Konstanz mit den Stadtteilen Dettingen, Dingelsdorf, Konstanz und Litzelstetten
- Zu Dettingen das Dorf Dettingen (⊙), der Weiler Wallhausen (⊙) sowie die Höfe Burghof (⊙), Dobel (Mühlhaldermühle) (⊙), Mühlhalden (⊙), Rohnhausen (⊙) und Ziegelhof (⊙)

- Zu Dingelsdorf das Dorf Dingelsdorf (⊙), der Weiler Oberdorf  (⊙) und der Weiler Fließhorn (⊙)

- Zu Konstanz die Stadt Konstanz (⊙) und die Stadtteile Allmannsdorf (⊙), Egg (⊙), Fürstenberg (⊙), Königsbau (⊙), Paradies (⊙), Petershausen (⊙), Staad (⊙), Stromeyersdorf (⊙) und Wollmatingen (⊙)

- Zu Litzelstetten das Dorf Litzelstetten (⊙), Schloss und Gemeindeteil Insel Mainau (⊙) und der Gemeindeteil St. Katharina (⊙)

### Moos
Moos mit den Gemeindeteilen Bankholzen, Iznang, Moos und Weiler
- Zu Bankholzen das Dorf Bankholzen (⊙)

- Zu Iznang das Dorf Iznang (⊙)

- Zu Moos das Dorf Moos (⊙)

- Zu Weiler das Dorf Weiler (⊙) und der Weiler Bettnang (⊙)

### Mühlhausen-Ehingen
Mühlhausen-Ehingen mit den Gemeindeteilen Ehingen im Hegau und Mühlhausen
- Zu Ehingen im Hegau das Dorf Ehingen im Hegau (⊙), das Gehöft Riedmühle (⊙) und der Wohnplatz Oele (⊙)

- Zu Mühlhausen das Dorf Mühlhausen (⊙), die Höfe Mägdebergerhof (⊙) und Waldhof (vormals Ziegelhütte) (⊙) sowie die Wohnplätze Bahnstation Hohenkrähen (⊙), Hohenkräherstraße (⊙) und Sägewerk

### Mühlingen
Mühlingen mit den Gemeindeteilen Gallmannsweil, Mainwangen, Mühlingen, Schwackenreute und Zoznegg
- Zu Gallmannsweil das Dorf Gallmannsweil (⊙)

- Zu Mainwangen das Dorf Mainwangen (⊙) und der Weiler Madachhof (⊙)

- Zu Mühlingen die Dörfer Mühlingen (⊙) und Hecheln (Äußeres und Inneres) (⊙), die Höfe Altschorenhof (⊙), Bushof (⊙), Glashüttenhof (⊙), Haldenhof (⊙), Hottenloch (⊙), Neuschorenhof (⊙), Oberweitfelderhof (⊙), Rehaldenhof (Rehalden) (⊙), Reichlishardt (⊙), Reismühle (⊙), Schorenmühle (⊙) und Unterweitfelderhof (⊙) sowie der Wohnplatz Sägehof (Sägemühle) (⊙)

- Zu Schwackenreute das Dorf Schwackenreute (⊙), der Zinken Stohrenhöfe (⊙) sowie die Höfe Mühle (⊙) und Neuhäuslerhof (⊙)

- Zu Zoznegg das Dorf Zoznegg (⊙), der Weiler Beerenberg (⊙), das Gehöft Geigeshöfe (⊙) sowie die Wohnplätze Bahnhof Mühlingen-Zoznegg (⊙) und Bahnstation Schwackenreute (⊙)

### Öhningen
Öhningen mit den Gemeindeteilen Öhningen, Schienen und Wangen
- Zu Öhningen das Dorf Öhningen (⊙) mit Endorf, Ennetbruck, den Weilern Kattenhorn (⊙) und Stiegen (⊙), den Höfen Aspenhof (⊙), Bruderhof (⊙), Elmenhof (⊙), Kreuzhof (⊙), Litzelhauser Höfe (⊙), Riedernhöfe (⊙) und Stuttgarter Hof (⊙) sowie den Wohnplätzen Oberstaad (⊙) und Waldheim (⊙)

- Zu Schienen das Dorf Schienen (⊙) sowie die Höfe Auf dem Berg, Brandhof (⊙), Bühlarz (⊙), Fehlhaldenhof (⊙), Ferdinandslust (Höhe) (⊙), Längehof (⊙), Oberbühlhof (⊙), Oberschrotzburg (⊙), Sandhof (⊙), Schorenhof (⊙), Stucken (⊙), Unterbühlhof (⊙), Unterschrotzburg (Buchhaldenhof) (⊙) und Wieshof (⊙)

- Zu Wangen das Dorf Wangen (⊙) mit dem Schloss und Gehöft Marbach (⊙), den Höfen Langenmoos (⊙), Oberer Salenhof (⊙) und Unterer Salenhof (⊙) sowie den Wohnplätzen Blanhof (⊙), Wangen-West (⊙) und Ziegelhof (⊙)

### Orsingen-Nenzingen
Orsingen-Nenzingen mit den Gemeindeteilen Nenzingen und Orsingen
- Zu Nenzingen das Dorf Nenzingen (⊙), der Zinken Zollbruck (⊙), das Gehöft Dürrenast (⊙) und der Wohnplatz Sägewerk (⊙)

- Zu Orsingen das Dorf Orsingen (⊙), der Weiler Langenstein (⊙), die Höfe Portugieserhof (⊙) und Stockfelderhof (⊙) sowie die Wohnplätze Rebhaus (⊙) und Tierköperverwertungsanstalt

### Radolfzell am Bodensee
Radolfzell am Bodensee mit den Stadtteilen Böhringen, Güttingen, Liggeringen, Markelfingen, Möggingen, Radolfzell am Bodensee und Stahringen
- Zu Böhringen das Dorf Böhringen (⊙), Schloss und Gehöft Rickelshausen (⊙), die Höfe Kreuzbühlhof (Rettighof) (⊙), Haldenstetten (⊙), Pachthof (Polenhof), Reutehöfe (⊙) und Weiherhof (⊙) sowie die Wohnplätze Bei der Sandgrube (Kiesgrube) (⊙) und Ziegelfabrik

- Zu Güttingen das Dorf Güttingen (⊙), die Höfe Buchhof, Neubuchhof und Ziegelhof (⊙) sowie der Wohnplatz Säckle

- Zu Liggeringen das Dorf Liggeringen (⊙) sowie die Höfe Hirtenhof (⊙), Mühlsberg (⊙) und Röhrnang (⊙)

- Zu Markelfingen das Dorf Markelfingen (⊙)

- Zu Möggingen das Dorf Möggingen (⊙)

- Zu Radolfzell am Bodensee die Stadt Radolfzell am Bodensee (⊙)

- Zu Stahringen das Dorf Stahringen (⊙) sowie die Höfe Bendelhof (⊙), Benzenhof (⊙), Hinterhomburg (Hintere Höfe) (⊙), Neuweilerhof (⊙), Porthöfe (⊙), Schlosshöfe (⊙), Unterhöfe (⊙) und Weilerhof (⊙)

### Reichenau
Reichenau mit den Dörfern Mittelzell (⊙), Niederzell (⊙) und Oberzell (⊙), den Siedlungen Schlafbach (⊙) und Waldsiedlung (⊙) sowie den Wohnplätzen Bahnhofsgebiet (⊙) und Psychiatrisches Landeskrankenhaus (⊙)

### Rielasingen-Worblingen
Rielasingen-Worblingen mit den Gemeindeteilen Rielasingen und Worblingen
- Zu Rielasingen das Dorf Rielasingen (⊙) mit Arlen (⊙) und dem Gehöft Rosenegg (⊙)

- Zu Worblingen das Dorf Worblingen (⊙) und das Gehöft Hittisheim (⊙)

### Singen (Hohentwiel)
Singen (Hohentwiel) mit den Stadtteilen Beuren an der Aach, Bohlingen, Friedingen, Hausen an der Aach, Schlatt unter Krähen, Singen (Hohentwiel) und Überlingen am Ried
- Zu Beuren an der Aach das Dorf Beuren an der Aach (⊙)

- Zu Bohlingen das Dorf Bohlingen (⊙) und das Gehöft Ziegelhof (⊙)

- Zu Friedingen das Dorf Friedingen (⊙), die Burg Hohenfriedingen (⊙), die Höfe Schloßhof (⊙) und Riedmühle (⊙) sowie die Wohnplätze Leprosenhaus (⊙) und Neuhaus (vormals Hardthof) (⊙)

- Zu Hausen an der Aach das Dorf Hausen an der Aach (⊙) sowie Haus und Gehöft Dornermühle (⊙)

- Zu Schlatt unter Krähen das Dorf Schlatt unter Krähen (⊙)

- Zu Singen (Hohentwiel) die Stadt Singen (Hohentwiel) (⊙), die Weiler Bruderhof (Staatsdomäne) (⊙) und Hohentwiel (Staatsdomäne und Festungsruine) (⊙), die Siedlungen Heinrich-Weber-Siedlung, Remishof (⊙) und Waldheim, das Gehöft Am Duchtlinger Berg sowie die Wohnplätze Äußere Hohenkräherstraße und Roseneggstraße (⊙)

- Zu Überlingen am Ried das Dorf Überlingen am Ried (⊙) und der Wohnplatz Gaisenrain

### Steißlingen
Steißlingen mit den Gemeindeteilen Steißlingen und Wiechs
- Zu Steißlingen das Dorf Steißlingen (⊙), der Weiler Maierhöfe (⊙) sowie die Höfe Hardtmühle (⊙) und Ziegelhof (⊙)

- Zu Wiechs das Dorf Wiechs (⊙) und der Weiler Schoren (⊙)

### Stockach
Stockach mit den Stadtteilen Espasingen, Hindelwangen, Hoppetenzell, Mahlspüren im Hegau, Mahlspüren im Tal, Raithaslach, Stockach, Wahlwies, Winterspüren und Zizenhausen
- Zu Espasingen das Dorf Espasingen (⊙), das Gehöft Spittelsberg (⊙) und der Wohnplatz Forsthaus Spittelsberg

- Zu Hindelwangen das Dorf Hindelwangen (⊙), der Weiler Burgtal (⊙), die Höfe Berlingerhof (⊙), Braunenberg (⊙), Lohnerhof (⊙) und Nellenburg (⊙) sowie die Wohnplätze Besetze (z. T. zur Gemarkung Stockach und Winterspüren; (⊙)), Döbelehaus, Kiesgrube und Zollbruck (⊙)

- Zu Hoppetenzell das Dorf Hoppetenzell (⊙), die Höfe Doserhof (⊙), Neuseggehof (Christusreute; (⊙)), Schachen, Schallberg (⊙) und Wolfholzerhof (⊙) sowie der Wohnplatz Altsegge(secke, Segge; (⊙))

- Zu Mahlspüren im Hegau das Dorf Mahlspüren im Hegau (⊙), der Weiler Windegg (z. T. zur Gemarkung Zizenhausen; (⊙)), die Höfe Auf den Reuten (Taubenhof; (⊙)), Härtle (Oberes; (⊙)), Harthof (⊙), Kehlenhof (⊙), Letten (Obere und Untere; (⊙)), Schleichenhof (⊙), Schlierbahn (⊙), Stockfelderhof (⊙) und Unteres Härtle (Ozenbühl; (⊙))

- Zu Mahlspüren im Tal die Dörfer Mahlspüren im Tal (⊙) und Seelfingen (⊙), die Höfe Herbstenhof (⊙), Oberer Hof (Lehensitzerhof; (⊙)), Obernusserhof (⊙), Unternusserhof (⊙), Veitshöfe (⊙) und Veitsmühle (⊙) sowie die Wohnplätze Im Hallstock (Spechtenhaus; (⊙)), Steighof (⊙) und Ziegelei

- Zu Raithaslach das Dorf Raithaslach (⊙), die Höfe Hintereichen (⊙), Sandlochhof (⊙) und Wiedenholzhöfe (⊙) sowie die Wohnplätze Hatzenlochhof (⊙) und Im Unterbach

- Zu Stockach die Stadt Stockach (⊙), der Weiler Airach (⊙), die Siedlung Besetze (z. T. zu den Gemarkungen Hindelwangen und Winterspüren; (⊙)), die Höfe Hohenfels (⊙), Loretto (⊙) und Rosenberg sowie der Wohnplatz Dietsche (⊙)

- Zu Wahlwies das Dorf Wahlwies (⊙)

- Zu Winterspüren das Dorf Winterspüren (⊙), die Weiler Frickenweiler (⊙), Hengelau (⊙) und Ursaul (⊙), die Zinken Besetze (z. T. zu den Gemarkungen Hindelwangen und Stockach; (⊙)) und die Höfe Eggenried (⊙), Einöde (⊙), Heinrichsweiler (⊙), Hildegrund (⊙), Hochreute (⊙), Hungerhof (⊙), Jettweiler (⊙), Malezreute (⊙), Maushalde (⊙), Mooshof (⊙), Sailerhof (⊙), Sonnenberg (⊙) und Streichenhof (⊙)

- Zu Zizenhausen das Dorf Zizenhausen (⊙), die Weiler Bleiche (⊙), Schmelze (⊙) und Windegg  (z. T. zur Gemarkung Mahlspüren im Hegau; (⊙)) sowie die Wohnplätze Altsegge (Segge) (⊙) und Ebenehof

### Tengen
Tengen mit den Stadtteilen Beuren am Ried, Blumenfeld, Büßlingen, Talheim, Tengen, Uttenhofen, Watterdingen, Weil und Wiechs am Randen
- Zu Beuren am Ried das Dorf Beuren am Ried (⊙)

- Zu Blumenfeld das Dorf Blumenfeld (⊙)

- Zu Büßlingen das Dorf Büßlingen (⊙)

- Zu Talheim das Dorf Talheim (⊙) und der Wohnplatz Haus Ehinger (Huihalden)

- Zu Tengen die Landstadt Tengen (⊙), die Siedlung Städtergärten sowie die Höfe Berghof (⊙), Degenhof (⊙), Haslacherhof (⊙), Mittlere Mühle (⊙) und Untere Mühle (Beimühle) (⊙)

- Zu Uttenhofen das Dorf Uttenhofen (⊙) sowie die Höfe Hauhof (⊙) und Talmühle (⊙)

- Zu Watterdingen das Dorf Watterdingen (⊙) sowie die Höfe Bucher (Hasler)hof (⊙), Wannenhof (⊙) und Weingartenhof (Stricker-Rotenbühlerhof) (⊙)

- Zu Weil das Dorf Weil (⊙)

- Zu Wiechs am Randen das Dorf Wiechs am Randen (Ober-, Mittel- und Unterwiechs) (⊙), der Weiler Schlauch (⊙), das Gehöft Bauernhof (ehem. Ziegelhütte) und der Wohnplatz Wäschbach (⊙)

### Volkertshausen
- Zu Volkertshausen das Dorf Volkertshausen (⊙)

## Alphabetische Liste
In Fettschrift erscheinen die Orte, die namengebend für die Gemeinde sind, in Kursivschrift Einzelhäuser, Häusergruppen, Burgen, Schlösser und Höfe. Zusätzliche bestehende kleine Orte nach der Quelle www.leo-bw.de werden dort in aller Regel nicht wie in der Listengrundlage nach Weiler/Siedlung/Wohnplatz usw. differenziert, sondern einheitlich als Wohnplatz klassifiziert, dieser Ortsteiltyp wird hier entsprechend kursiviert übernommen.

### A
- Aach
- Adelheiden zu Allensbach
- Airach zu Stockach
- Allensbach
- Allmansdorf zu Konstanz
- Altkrähenhof zu Hilzingen
- Altschorenhof zu Mühlingen
- Altsegge (Segge) zu Stockach
- Altsegge(säcke, Segge) zu Stockach
- Am Duchtlinger Berg zu Singen (Hohentwiel)
- Am Kreuzbühl (Rettighof) zu Radolfzell am Bodensee
- An den Halden zu Eigeltingen
- Anselfingen zu Engen
- Aspen(hof) zu Engen
- Aspenhof zu Öhningen
- Auf dem Berg zu Öhningen
- Auf den Reuten (Taubenhof) zu Stockach
- Äußere Hohenkräherstraße zu Singen (Hohentwiel)

### B
- Bahnhof Mühlingen-Zoznegg zu Mühlingen
- Bahnhofsgebiet zu Reichenau
- Bahnstation Hegne zu Allensbach
- Bahnstation Hohenkrähen zu Mühlhausen-Ehingen
- Bahnstation Schwackenreute zu Mühlingen
- Bahnstation Talmühle zu Engen
- Bahnstation Welschingen-Neuhausen zu Engen
- Balesheim zu Gaienhofen
- Bankholzen zu Moos
- Bargen zu Engen
- Bauernhof (ehem. Ziegelhütte) zu Tengen
- Beerenberg zu Mühlingen
- Bei der Sandgrube (Kiesgrube) zu Radolfzell am Bodensee
- Bendelhof zu Radolfzell am Bodensee
- Benzenhof zu Radolfzell am Bodensee
- Berghof zu Tengen
- Berlingerhof zu Stockach
- Besetze zu Stockach
- Bettnang zu Moos
- Beuren am Ried zu Tengen
- Beuren an der Aach zu Singen (Hohentwiel)
- Biesendorf zu Engen
- Bietingen zu Gottmadingen
- Binningen zu Hilzingen
- Bittelbrunn zu Engen
- Blanhof zu Öhningen
- Bleiche zu Stockach
- Bleiche zu Engen
- Blumenfeld zu Tengen
- Blumhof zu Bodman-Ludwigshafen
- Bodenwald zu Bodman-Ludwigshafen
- Bodman zu Bodman-Ludwigshafen
- Bodman-Sommerhalde zu Bodman-Ludwigshafen
- Bohlingen zu Singen (Hohentwiel)
- Böhringen zu Radolfzell am Bodensee
- Brandhof zu Öhningen
- Braunenberg zu Stockach
- Brielholz zu Eigeltingen
- Bruderhof zu Öhningen
- Bruderhof (Staatsdomäne) zu Singen (Hohentwiel)
- Bucher (Hasler)hof zu Tengen
- Buchhof zu Radolfzell am Bodensee
- Bühlarz zu Öhningen
- Bühlhof zu Bodman-Ludwigshafen
- Burg Hohenfriedingen zu Singen (Hohentwiel)
- Burghof zu Konstanz
- Burgtal (Stockach) zu Stockach
- Bushof zu Mühlingen
- Büsingen am Hochrhein
- Büßlingen zu Tengen

### D
- Dauenberg zu Eigeltingen
- Deggenhofen zu Tengen
- Denklehof zu Engen
- Deserhof zu Stockach
- Dettingen zu Konstanz
- Deutwang zu Hohenfels
- Dietlishof zu Hilzingen
- Dietsche zu Stockach
- Dingelsdorf zu Konstanz
- Dobel (Mühlhaldermühle) zu Konstanz
- Döbelehaus zu Stockach
- Dornen(r)mühle zu Singen (Hohentwiel)
- Duchtlingen zu Hilzingen
- Dürrenast zu Orsingen-Nenzingen
- Dürrenbühl zu Eigeltingen

### E
- Ebenehof zu Stockach
- Ebringen zu Gottmadingen
- Eckartsbrunn zu Eigeltingen
- Eckartsmühle zu Hohenfels
- Egg zu Konstanz
- Eggenried zu Stockach
- Ehingen im Hegau zu Mühlhausen-Ehingen
- Eichenweg zu Engen
- Eigeltingen
- Einöd zu Stockach
- Elmenhof zu Öhningen
- Engen
- Espasingen zu Stockach
- Espasingerstraße zu Bodman-Ludwigshafen

### F
- Fehlhaldenhof zu Öhningen
- Ferdinandslust (Höhe) zu Öhningen
- Fischerhaus zu Allensbach
- Fließhorn zu Konstanz
- Forsthaus Spittelsberg zu Stockach
- Frauenberg zu Bodman-Ludwigshafen
- Freudental zu Allensbach
- Frickenweiler zu Stockach
- Friedingen zu Singen (Hohentwiel)
- Fürstenberg zu Konstanz

### G
- Gaienhofen
- Gailingen
- Gaisenrain zu Singen (Hohentwiel)
- Gallmannsweil zu Mühlingen
- Gefällhof zu Engen
- Geigeshöfe zu Mühlingen
- Geistermühle zu Eigeltingen
- Gemeinmerk zu Allensbach
- Gereuthof zu Eigeltingen
- Geyerhof zu Hohenfels
- Glashütte zu Eigeltingen
- Glashüttenhof zu Mühlingen
- Glashüttenhöfe zu Eigeltingen
- Gottmadingen
- Gründe zu Hohenfels
- Guggenhausen zu Eigeltingen
- Gumpenhof zu Eigeltingen
- Gundholzen zu Gaienhofen
- Güttingen zu Radolfzell am Bodensee

### H
- Hägelehof zu Eigeltingen
- Hagendorf zu Hohenfels
- Hahnenmühle zu Hohenfels
- Haldenhof zu Mühlingen
- Haldenhof (Kesselhalde) zu Engen
- Haldenstetten zu Radolfzell am Bodensee
- Hangerhof zu Engen
- Hardtmühle zu Steißlingen
- Harthof zu Stockach
- Härtle (Oberes) zu Stockach
- Haslacherhof zu Tengen
- Hauhof zu Tengen
- Haus Ehinger (Huihalden) zu Tengen
- Hausen an der Aach zu Singen (Hohentwiel)
- Hecheln (Äußeres und Inneres) zu Mühlingen
- Hegne zu Allensbach
- Heiliggrab zu Hilzingen
- Heinrichsweiler zu Stockach
- Heinrich-Weber-Siedlung zu Singen (Hohentwiel)
- Hemmenhofen zu Gaienhofen
- Hengelau zu Stockach
- Herbstenhof zu Stockach
- Heudorf im Hegau zu Eigeltingen
- Hildegrund zu Stockach
- Hilzingen
- Hindelwangen zu Stockach
- Hintereichen zu Stockach
- Hinterhomburg (Hintere Höfe) zu Radolfzell am Bodensee
- Hippenhof zu Hohenfels
- Hirschlanden zu Eigeltingen
- Hirtenhof zu Radolfzell am Bodensee
- Hittisheim zu Rielasingen-Worblingen
- Hochbuchhof zu Eigeltingen
- Hochreute zu Stockach
- Höfen zu Allensbach
- Hofgut Hohenkrähen zu Hilzingen
- Hofwiesen zu Hilzingen
- Hohenfels zu Stockach
- Hohenfels
- Hohenhewen zu Engen
- Hohenkräherstraße zu Mühlhausen-Ehingen
- Hohensteig (Sandhof) zu Stockach
- Hohenstoffeln (Basaltwerk) zu Hilzingen
- Hohentwiel (Staatsdomäne u. Festungsruine) zu Singen (Hohentwiel)
- Homberg zu Eigeltingen
- Homboll zu Hilzingen
- Honisheim zu Gaienhofen
- Honstetten zu Eigeltingen
- Hoppetenzell zu Stockach
- Horn zu Gaienhofen
- Hornstaad zu Gaienhofen
- Hotterloch zu Mühlingen
- Hugenberg zu Engen
- Hühnerbrunnerhof zu Engen
- Hungerhof zu Stockach

### I
- Im Bohl zu Eigeltingen
- Im Hallstock (Spechtenhaus) zu Stockach
- Im Hatzenloch zu Stockach
- Im krummen Risi (Petersburg) zu Gottmadingen
- Im Mettental zu Gaienhofen
- Im Stemmer zu Büsingen am Hochrhein
- Im Unterbach zu Stockach
- In der Grub zu Engen
- Insel Mainau zu Konstanz
- Iznang zu Moos

### J
- Jettweiler zu Stockach

### K
- Kalkofen zu Hohenfels
- Kalkwerk Hegau zu Engen
- Kaltbrunn zu Allensbach
- Kaltenbach zu Gottmadingen
- Kappellösch zu Eigeltingen
- Kargegg zu Allensbach
- Kattenhorn zu Öhningen
- Katzental zu Hilzingen
- Kehlenhof zu Stockach
- Kiesgrube zu Stockach
- Knollenkratten zu Hohenfels
- Königsbau zu Konstanz
- Konstanz
- Krätlermühlhöfe (vormals Dreihöfe) zu Eigeltingen
- Kreuzhof zu Öhningen
- Kriegertal zu Engen

### L
- Längehof zu Öhningen
- Langenmoos zu Öhningen
- Langenrain zu Allensbach
- Längenriederhof zu Engen
- Langenstein zu Orsingen-Nenzingen
- Laubegg-Forsthaus zu Bodman-Ludwigshafen
- Leprosenhaus zu Singen (Hohentwiel)
- Letten (Obere und Untere) zu Stockach
- Liggeringen zu Radolfzell am Bodensee
- Liggersdorf zu Hohenfels
- Litzelhauserhöfe zu Öhningen
- Litzelstetten zu Konstanz
- Lochmühle zu Eigeltingen
- Lochmühle zu Gailingen
- Lochmühle zu Hilzingen
- Loghöfe zu Hohenfels
- Lohnerhof zu Stockach
- Loreto zu Stockach
- Ludwigshafen am Bodensee zu Bodman-Ludwigshafen

### M
- Madachhof zu Mühlingen
- Mägdeberg zu Mühlhausen-Ehingen
- Mahlspüren im Hegau zu Stockach
- Mahlspüren im Tal zu Stockach
- Maierhöfe zu Steißlingen
- Mainwangen zu Mühlingen
- Malezreute zu Stockach
- Marbach zu Öhningen
- Markelfingen zu Radolfzell am Bodensee
- Maushalde zu Stockach
- Mindersdorf zu Hohenfels
- Minkenmühle zu Eigeltingen
- Mittel Dornsberg zu Eigeltingen
- Mittelzell zu Reichenau
- Mittlere Mühle zu Tengen
- Möggingen zu Radolfzell am Bodensee
- Moos
- Mooshof zu Bodman-Ludwigshafen
- Mooshof zu Stockach
- Mühle zu Engen
- Mühle zu Mühlingen
- Mühlhalden zu Konstanz
- Mühlhausen zu Hohenfels
- Mühlhausen zu Mühlhausen-Ehingen
- Mühlingen
- Mühlsberg zu Radolfzell am Bodensee
- Münchhof zu Eigeltingen
- Murbach zu Gottmadingen

### N
- Nellenburg zu Stockach
- Nenzingen zu Orsingen-Nenzingen
- Neubrunnerhof zu Engen
- Neubuchhof zu Radolfzell am Bodensee
- Neuhaus (Singen) (vormals Hardthof) zu Singen (Hohentwiel)
- Neuhausen zu Engen
- Neuhäuslerhof zu Mühlingen
- Neumühle zu Hohenfels
- Neuschorenhof zu Mühlingen
- Neusegge(säcke) (Christusreute) zu Stockach
- Neuweilerhof zu Radolfzell am Bodensee
- Niederzell zu Reichenau

### O
- Ober Dornsberg zu Eigeltingen
- Oberbühlhof zu Öhningen
- Oberer Hof (Lehensitzerhof) zu Stockach
- Oberer Nußerhof zu Stockach
- Obergailingen zu Gailingen
- Ober-Laubegg zu Bodman-Ludwigshafen
- Ober-Salenhof zu Öhningen
- Oberschrotzburg zu Öhningen
- Oberstaad zu Öhningen
- Oberweitfelderhof zu Mühlingen
- Oberzell zu Reichenau
- Oele zu Mühlhausen-Ehingen
- Öhle zu Eigeltingen
- Öhningen m. Endorf, Ennetbruck zu Öhningen
- Orsingen zu Orsingen-Nenzingen

### P
- Pachthof (Polenhof) zu Radolfzell am Bodensee
- Paradies zu Konstanz
- Paradieshof zu Hilzingen
- Petershausen zu Konstanz
- Pfaffwiesen zu Hilzingen
- Porthöfe zu Radolfzell am Bodensee
- Portugieserhof zu Orsingen-Nenzingen
- Psychiatrisches Landeskrankenhaus zu Reichenau

### R
- Radolfzell am Bodensee
- Randegg zu Gottmadingen
- Rappenhof zu Hohenfels
- Ratzenweiler zu Hohenfels
- Rebhaus zu Orsingen-Nenzingen
- Regentsweiler zu Bodman-Ludwigshafen
- Rehaldenhof (Rehalden) zu Mühlingen
- Rehmhof zu Bodman-Ludwigshafen
- Reichlishardt zu Mühlingen
- Reisch zu Hohenfels
- Reismühle zu Mühlingen
- Reithaslach zu Stockach
- Remishof zu Singen (Hohentwiel)
- Reute im Hegau zu Eigeltingen
- Reutehöfe zu Radolfzell am Bodensee
- Rheinburg und Rheinhalde zu Gailingen
- Rickelshausen zu Radolfzell am Bodensee
- Riederhof (Riedern) zu Hilzingen
- Riedernhöfe zu Öhningen
- Riedheim zu Hilzingen
- Riedmühle zu Mühlhausen-Ehingen
- Riedmühle zu Singen (Hohentwiel)
- Rielasingen mit Arlen zu Rielasingen-Worblingen
- Rohnhausen zu Konstanz
- Röhrnang zu Radolfzell am Bodensee
- Rorgenwies zu Eigeltingen
- Rosenberg zu Stockach
- Rosenegg zu Rielasingen-Worblingen
- Roseneggstraße zu Singen (Hohentwiel)
- Rotenbühlerhof zu Engen

### S
- Säckle zu Radolfzell am Bodensee
- Sägehof (Sägemühle) zu Mühlingen
- Sägewerk zu Mühlhausen-Ehingen
- Sägewerk zu Orsingen-Nenzingen
- Sailerhof zu Stockach
- Sandhof zu Öhningen
- Sattelöse zu Hohenfels
- Schachen zu Stockach
- Schallberg zu Stockach
- Schanzengrundhof zu Engen
- Schernegg zu Hohenfels
- Schienen zu Öhningen
- Schlafbach zu Reichenau
- Schlatt am Randen zu Hilzingen
- Schlatt unter Krähen zu Singen (Hohentwiel)
- Schlauch zu Tengen
- Schleichenhof zu Stockach
- Schlierbahn zu Stockach
- Schloß Hegne zu Allensbach
- Schloßhof zu Singen (Hohentwiel)
- Schlosshöfe zu Radolfzell am Bodensee
- Schmelze zu Stockach
- Schopflocherhof zu Engen
- Schoren zu Steißlingen
- Schorenhof zu Öhningen
- Schorenmühle zu Mühlingen
- Schwackenreute zu Mühlingen
- Schweingruben (Vordere und Hintere) zu Eigeltingen
- Seelfingen zu Stockach
- Seeweiler zu Hilzingen
- Selgetsweiler zu Hohenfels
- Sennhof zu Hilzingen
- Siedlung Hauserhof I und II zu Engen
- Siedlung Hauserhof III und IV zu Engen
- Singen (Hohentwiel)
- Sonnenberg zu Stockach
- Späth zu Bodman-Ludwigshafen
- Spittelsberg zu Stockach
- Spitzenhof zu Engen
- St. Katharina zu Konstanz
- Staad zu Konstanz
- Städtergärten zu Tengen
- Stählemühle zu Eigeltingen
- Stahringen zu Radolfzell am Bodensee
- Steighof zu Stockach
- Steighöfe zu Hohenfels
- Steißlingen
- Stetten zu Engen
- Stiegen zu Öhningen
- Stockach
- Stöckenhof zu Allensbach
- Stockfelderhof zu Orsingen-Nenzingen
- Stockfelderhof zu Stockach
- Stoffelhof zu Hilzingen
- Stohrenhof zu Mühlingen
- Storzeln zu Hilzingen
- Strandweg zu Gailingen
- Streichen zu Stockach
- Stromeyersdorf zu Konstanz
- Stucken zu Öhningen
- Stuttgarterhof zu Öhningen

### T
- Talheim zu Tengen
- Talhof zu Engen
- Talmühle zu Engen vormals Anselfingen
- Talmühle zu Engen
- Talmühle zu Tengen
- Tengen
- Tälehof zu Eigeltingen
- Tierköperverwertungsanstalt zu Orsingen-Nenzingen
- Türrainhöfe zu Allensbach
- Twielfeld zu Hilzingen

### U
- Überlingen am Ried zu Singen (Hohentwiel)
- Unter (Vorder) Dornsberg zu Eigeltingen
- Unterbühlhof zu Öhningen
- Untere (Bei-)Mühle zu Tengen
- Untere Buchwies zu Gottmadingen
- Unterer Kästle zu Eigeltingen
- Unterer Nußerhof zu Stockach
- Unteres Härtle (Ozenbühl) zu Stockach
- Unterhöfe zu Radolfzell am Bodensee
- Unter-Laubegg zu Bodman-Ludwigshafen
- Unter-Salenhof zu Öhningen
- Unterschrotzburg (Buchhaldenhof) zu Öhningen
- Unterweitfelderhof zu Mühlingen
- Ursaul zu Stockach
- Uttenhofen zu Tengen

### V
- Veitshof (Oberer und Unterer) zu Stockach
- Veitsmühle zu Stockach
- Vogelsang zu Hohenfels
- Volkertshausen

### W
- Wahlwies zu Stockach
- Waldburgahöfe zu Allensbach
- Waldheim zu Singen (Hohentwiel)
- Waldheim zu Büsingen am Hochrhein
- Waldheim zu Öhningen
- Waldhof (vormals Ziegelhütte) zu Mühlhausen-Ehingen
- Waldsiedlung zu Reichenau
- Wallhausen zu Konstanz
- Wangen-Dorf zu Öhningen
- Wangen-West zu Öhningen
- Wannenhof zu Tengen
- Wäschbach zu Tengen
- Wasserburgerhof zu Eigeltingen
- Watterdingen zu Tengen
- Weberhof (Strassacker-Unterhangershof) zu Engen
- Weierhof zu Bodman-Ludwigshafen
- Weiherhof zu Radolfzell am Bodensee
- Weiherhöfe zu Hohenfels
- Weil zu Tengen
- Weiler zu Moos
- Weilerhof zu Radolfzell am Bodensee
- Weingarten (Stricker-Rotenbühler)hof zu Tengen
- Weiterdingen zu Hilzingen
- Welschingen zu Engen
- Wiechs zu Steißlingen
- Wiechs am Randen (Ober-, Mittel- und Unterwiechs) zu Tengen
- Wiedenholz zu Stockach
- Wieshof zu Öhningen
- Windegg zu Stockach
- Winterspüren zu Stockach
- Wochenendhaus am See zu Allensbach
- Wolfholz zu Stockach
- Wolfsgrube zu Engen
- Wollmatingen zu Konstanz
- Worblingen zu Rielasingen-Worblingen

### Z
- Ziegelei zu Stockach
- Ziegelfabrik zu Radolfzell am Bodensee
- Ziegelhof zu Konstanz
- Ziegelhof zu Öhningen
- Ziegelhof zu Radolfzell am Bodensee
- Ziegelhof zu Singen (Hohentwiel)
- Ziegelhof zu Steißlingen
- Ziegelhütte zu Eigeltingen
- Ziegelwerk zu Engen
- Zimmerholz zu Engen
- Zizenhausen zu Stockach
- Zollbruck zu Orsingen-Nenzingen
- Zollbruck zu Stockach
- Zoznegg zu Mühlingen